# Computer Love (Zapp)
Computer Love è una canzone del 1986 del gruppo musicale Zapp dell'album The New Zapp IV U composta da Roger Troutman e Shirley Murdock.